# Oxysoma punctatum
Espèce
Synonymes
- Oxysoma punctata Nicolet, 1849
- Oxysoma punctipes Nicolet, 1849
- Oxysoma auratum Nicolet, 1849
- Oxysoma longipes Nicolet, 1849
- Oxysoma lineata Nicolet, 1849
- Aporatea valdiviensis Simon, 1897

Oxysoma punctatum est une espèce d'araignées aranéomorphes de la famille des Anyphaenidae.

## Distribution
Cette espèce se rencontre au Chili dans les régions de Valparaíso, du Maule, du Biobío, d'Araucanie, des Fleuves et des Lacs et en Argentine dans l'Ouest des provinces de Neuquén, de Río Negro et de Chubut,,.

## Description
Le mâle décrit par Ramírez en 2003 mesure 9,18 mm et la femelle 9,30 mm.

## Publication originale
- Nicolet, 1849 : Aracnidos. Historia física y política de Chile. Zoología, vol. 3, p. 319-543.